# Fire Emblem: Genealogy of the Holy War
Fire Emblem: Genealogy of the Holy War (ファイアーエムブレム　聖戦の系譜, Faiā Emuburemu: Seisen no Keifu, Fire Emblem: Seisen no Keifu) est un jeu-vidéo de genre tactical RPG sorti le 14 mai 1996 sur Super Famicom, exclusivement au Japon. Le jeu a été développé par Intelligent Systems et édité par Nintendo. C'est le quatrième épisode de la série Fire Emblem et le deuxième sur la console.
Genealogy of the Holy War se déroule sur le continent de Jugdral, divisé en huit pays fondés par les Douze Croisés, un ancien groupe de soldats qui ont mis fin au règne du dragon Loptous grâce à une intervention divine. Un siècle plus tard, une secte cherchant à faire revivre Loptous attise la guerre entre les nations. L'histoire se développe sur deux générations : la première suit le paladin Sigurd, tandis que la seconde suit son fils Seliph, qui s'efforce de vaincre la secte et de venger son père. Le gameplay s'inscrit dans la continuité de la série Fire Emblem, avec des batailles tactiques se déroulant sur des cartes quadrillées, tout en ajoutant les systèmes de triangle d'armes et de soutien, ce dernier ayant impact direct sur le gameplay et l'histoire.
Le développement du jeu débuta après la sortie de son prédécesseur Fire Emblem: Mystery of the Emblem. Comme l’épisode précédent, il est réalisé par le directeur, concepteur et scénariste Shouzou Kaga, la compositrice Yuka Tsujiyoko, le concepteur de personnages Katsuyoshi Koya et le producteur Gunpei Yokoi, dont c’était par ailleurs le dernier jeu sous sa production au cours de sa carrière à Nintendo. L'accent a été mis sur l'histoire par rapport aux opus précédents, bien que le gameplay se soit également beaucoup renouvelé. La production a été mouvementée en raison de changements de personnel, de l'ajout inattendu d’un système de romance et d'un scénario plus étoffé. Initialement prévu pour une sortie en mars 1996, il a finalement été repoussé jusqu’en mai. Il a rencontré un succès critique et commercial important bien que moindre à celui de Mystery of the Emblem. L’épisode suivant de la série, Fire Emblem: Thracia 776, sorti en 1999, est une histoire annexe basée sur les évènements de ce jeu. De nombreux éléments introduits dans Genealogy of the Holy War sont réapparus dans les titres suivants. Le jeu reste une exclusivité japonaise jusqu’à nos jours mais a fait l’objet de patchs de traduction réalisés par des fans.

## Trame

### Univers
L'action de ce quatrième opus se déroule sur le continent imaginaire de Jugdral. Cet univers relève de l'esthétique médiévale-fantastique, avec ses nobles, ses chevaliers, une absence d'armes à feu ou de technologies modernes remplacées par la magie, mais aussi avec la présence de créatures mythiques comme des wyvernes, des pégases et des dragons. Contrairement aux trois jeux précédents plus inspirés par la mythologie gréco-romaine, cet univers s'appuie plutôt sur les mythologies nordique et celtique pour lui servir de référence, et dont on trouve la trace dès le choix des noms des principaux protagonistes de la première génération : Sigurd est le nom scandinave du héros germanique Siegfried et fait aussi sans doute allusion au roi norvégien Sigurd le Croisé, là où sa femme Deirdre doit son nom à une héroïne légendaire irlandaise.
Jugdral tout entier a par le passé été sous la domination de l'empire de Loptr, une théocratie autoritaire dirigée par les héritiers de Gair, un évêque ayant passé un pacte de sang avec le dragon Loptous. En échange du pouvoir, Loptous exigea de la famille impériale qu'elle lui fournit un grand nombre de sacrifices, notamment d'enfants, au cours de grandes rafles. Face à cette injustice, douze jeunes gens se rebellèrent. Passant eux-mêmes chacun un pacte de sang avec un dragon, ils furent dotés de pouvoirs surhumains et d'armes bénies qui leur permirent, au terme d'une longue guerre appelée "Guerre sainte", de vaincre Loptous et mettre fin à l'empire. Désormais appelés les douze Croisés, ils fondèrent de nouvelles nations autour d'eux et transmirent à leurs descendants leur sang et leurs armes, leur donnant la légitimité de régner. À l'époque de l'histoire du jeu, la possession de "sang sacré" et du pouvoir de manier les "armes légendaires" y étant associé est devenue la plus grande forme de prestige. La religion dominante est l'Église d'Edda, fondée sur le culte des divinités ayant permis la libération de Jugdral.
L'histoire du jeu débute en l'an 757 du calendrier local, c'est-à-dire environ un siècle après ces évènements. À cette époque, le continent est divisé entre 8 nations principales, à l'histoire, la géographie, la culture et la structure politique et sociale développées. On y retrouve :
- Grannvale : Plus importante nation et principale force militaire du continent, située en son centre. Le royaume a été fondé par Saint Heim, le commandant des douze Croisés, qui fut doté de la plus puissante arme légendaire : le livre saint Naga. Le souverain actuel est le très âgé roi Azmur. Autour de la famille royale résidant à la capitale Belhalla, gravitent six duchés autonomes et dotés de leurs propres forces armées, unis par leur loyauté à la couronne :
  - Chalphy : Duché situé au sud du royaume, fondé par le croisé Baldr ayant manié l'épée Tyrfing. Dirigé par le duc Byron, le père du protagoniste principal Sigurd et conseiller du prince héritier Kurth.
  - Dozel : Duché situé au centre du royaume, fondé par le croisé Nál ayant manié la hache Helswath. Dirigé par l'avare duc Lombard, il est allié avec Friege.
  - Edda : Duché situé au sud-est du royaume, fondé par Saint Bragi, le croisé ayant manié le bâton Valkyrie. Dirigé par le duc Claud, également un évêque de l'Église du même nom.
  - Friege : Duché situé au nord-ouest du royaume, fondé par le croisé Thrud ayant manié le tome de magie de foudre Mjölnir. Dirigé par le duc Reptor, l'actuel chancelier du royaume, qui voit d'un mauvais œil l'influence de Chalphy sur le prince Kurth.
  - Velthomer : Duché situé au nord-est du royaume, fondé par la croisée Fjalar ayant manié le tome de magie de feu Valflamme. Dirigé par le jeune duc Arvis, proche du roi et commandant de la garde royale mais qui garde ses distances avec la politique du royaume.
  - Yngvi : Duché situé au sud-ouest du royaume, fondé par la croisée Ullr ayant manié l'arc Yewfelle. Dirigé par le duc Ring, père de la disparue Brigid et de l'amie de Sigurd Edain. En bons termes avec Chalphy.

- Verdane : Royaume situé au sud-ouest du continent, recouvert d'une dense forêt et organisé autour d'un immense lac. La forêt abrite une congrégation de prêtresses vivant sans contact avec le monde extérieur. Contrée réputée barbare en raison de ses raids fréquents sur Grannvale, les relations se sont apaisées grâce au pacifiste roi Batu. L'un des deux seuls pays avec Miletos à ne pas avoir été fondé par un croisé.
- Agustria : Puissant royaume situé au nord-ouest du continent, fondé par le croisé Hoðr ayant manié l'épée Mistilteinn. Il est régulièrement miné par les guerres civiles incessantes entre les différents nobles. En raison d'une querelle dynastique passée, le souverain de ce pays n'est pas Eldigan, l'actuel porteur de Mistilteinn et ami de Sigurd, mais Chagall, un roi opportuniste et belliciste. Sa capitale est Agusti.
- Silesse : Royaume situé au nord du continent, fondé par le croisé Ced ayant manié le tome de magie de vent Forseti. C'est un pays au climat nordique et montagneux. La reine Lahna gouverne le pays depuis la mort de son mari et la disparition de son fils Lewyn, mais doit faire face à la révolte de ses beaux-frères.
- Isaach : Royaume pauvre situé au nord-est du continent, fondé par le croisé Od ayant manié l'épée Balmung. Pour des raisons non-élucidées, le pays a attaqué la cité-état de Dahna, alliée à Grannvale, déclenchant une guerre contre ce dernier résultant en la mort du roi Mananan et du prince Maricle. La princesse Ayra fuit le pays avec son neveu et héritier légitime, Shannan, afin de le protéger.
- Munster : Fédération regroupant les petits royaumes de Munster, Ulster, Connacht et Leonster, dans le nord de la péninsule de Thracia, située au sud-est du continent. Les souverains de Leonster sont les descendants de Njörun, la croisée ayant manié la lance Gáe Bolg, et sont donc de facto à la tête du pays. Née d'une scission avec le royaume de Thracia, qui occupait autrefois la totalité de la péninsule, avec qui les tensions restent fortes. Quan, le fils de roi Calf de Leonster et beau-frère de Sigurd, désire réunifier les deux pays, par la force si nécessaire.
- Thracia : Royaume situé au sud de la péninsule de Thracia, dont il occupait la totalité du territoire avant que la scission avec Munster lui fasse perdre les terres plus fertiles du nord. Fondé par le croisé Dáinn, frère de Njörun, ayant manié la lance Gungnir. La disette touche régulièrement le pays en raison de sa topographie peu propice à l'agriculture, et le mercenariat est de mise pour subvenir aux besoins du pays. L'ambitieux roi Travant cherche à réunifier la péninsule sous son autorité.
- Miletos : Un pays particulièrement prospère, situé au sud du continent. Son économie repose avant tout sur le commerce[1].

### Intrigue

#### Première génération: Sigurd, le chevalier sacré
Alors que les armées de Grannvale sont parties en campagne contre Isaach, le pays est attaqué par surprise par Verdane. Pratiquement sans défense, le duché d’Yngvi est pris d’assaut. Voyant le danger encouru par le pays et son amie Edain, Sigurd, le fils du duc de Chalphy, commande les quelques chevaliers à sa disposition de lancer une attaque contre l’envahisseur. Il est rejoint par quelques alliés, notamment sa sœur Ethlyn et son beau-frère Quan, venus en urgence de Leonster. Arrivé à Ygnvi, il constate qu’Edain a été enlevée par le prince Munnir de Verdane, et se lance à sa poursuite. Sur la route, il rencontre Arvis, le duc de Velthomer, qui lui offre une épée en argent, un cadeau du roi en remerciement de sa bravoure. Arrivé à la frontière, Sigurd établit un quartier général en vue d’une offensive en Verdane. En récompense de sa défense fructueuse de Grannvale, il est fait chevalier sacré.
Sigurd reçoit la visite de son vieil ami Eldigan de Nordion, qu’il informe de la raison de sa présence en Verdane. Ce dernier accepte de couvrir les arrières de Sigurd en cas d’attaque d’un noble d’Agustria. Plus au sud, l’un des princes de Verdane retient le jeune prince héritier d’Isaach, Shannan, en otage, et force sa tante, la princesse Ayra, qui avait fui jusqu’ici pour assurer la protection de son neveu, à se battre contre Grannvale. De plus, Edain est discrètement libérée par Jamke, le plus jeune des princes de Verdane, qui désapprouve les méthodes de ses frères. Sigurd et son armée vainquent les forces de Verdane, et par la même occasion libèrent Shannan, à qui Sigurd refuse de faire du mal bien qu’ils soient de pays ennemis en raison de son jeune âge. Il gagne à cette occasion l’estime d’Ayra, qui se joint à lui. Sigurd est réuni à Edain et défait Munnir à Marpha. Dans cette ville, il sauve la prêtresse Deirdre d’un brigand qui la harcelait. Cette dernière s’éclipse et retourne dans la forêt des esprits après l’avoir remercié, non sans s’être fait forte impression l’un l’autre. Sigurd apprend qu’elle serait interdite d’interaction avec le monde extérieur en raison d’une prophétie, mais rejette ce qu’il perçoit comme de stupides superstitions. À la capitale, Jamke tente de convaincre son père de cesser les hostilités, mais son conseiller Sandima lui donne l’ordre de commander un bataillon contre Grannvale. Commençant à douter de la sincérité de Sandima, le roi est mortellement blessé par ce dernier. Pendant ce temps, Sigurd traverse la forêt des esprits et retrouve Deirdre, qui l’informe que Sandima la pourchasse qu’elle peut l’aider à le vaincre avec son bâton de magie Silence. Les deux se confessent leurs sentiments mutuels. Après qu’Edain ait convaincu Jamke de rendre les armes, Sigurd triomphe de Sandima avec l’aide de Deirdre. Il retrouve le roi de Verdane mourant qu’il l’informe de se méfier de l’Église de Loptr à laquelle appartenait Sandima.
Après la conquête de Verdane, Sigurd et Deirdre se marièrent. Le roi d’Agustria est assassiné et son fils, l’expansionniste Chagall conseillé par l’archevêque Manfroy de Loptr, envisage de déclarer la guerre à Grannvale. Eldigan, son vassal, tente de l’en dissuader mais il est arrêté. Au même moment, d’autres nobles d’Agustria profitent de la situation pour tenter de soumettre Nordion, défendu uniquement par la sœur d’Eldigan, Lachesis. Sigurd intervient pour la sauver et y parvient, mais il est désormais sous l’assaut de l’ensemble de forces d’Agustria qui tentent de tirer leur épingle du jeu du chaos ambiant. Il fait la rencontre du barde Lewyn, qui se révèle être le prince héritier de Silesse et l’amène à réfléchir sur l’impact que ses campagnes militaires ont sur le peuple. Lewyn retrouve aussi la cavalière pégase Erinys venue de Silesse pour le ramener au palais alors qu’il avait fui ses responsabilités. Au cours de la bataille, Sigurd apprend que le prince héritier de Grannvale, Kurth, a été assassiné, laissant le royaume sans héritier, et que le père de Sigurd est suspecté, hypothèse qu’il rejette formellement. Sigurd finit par assiéger la capitale Agusti, où il bat Chagall et libère Eldigan. Il assure à ce dernier qu’occuper toute la moitié sud d’Agustria n’était pas son intention qu’il trouvera une solution pour rétablir la paix entre Grannvale et Agustria en un an. Chagall se replie vers le nord du pays.
Six mois plus tard, les citoyens d’Agustria sont excédés de la présence de Grannvale sur leurs terres, et Chagall partage ce sentiment. Alors que Sigurd et Deirdre accueillent leur premier fils, Seliph, Chagall monte une armée pour recapturer Agusti. Pendant ce temps, les pirates d’Orgahil pillent les villages du nord d’Agustria, malgré l’opposition de leur cheffe, Brigid. Sigurd doit partir pour défendre Agusti et laisser Deirdre et Seliph derrière lui. En dernier recours, Chagall ordonne à Eldigan d’engager le combat avec ses chevaliers face à l’armée de son ami Sigurd. Au même moment, Deirdre, partie rejoindre Sigurd en laissant Seliph sous la surveillance de Shannan, est enlevée par Manfroy. Alors que les deux amis s’affrontent, Lachesis intervient et supplie Eldigan de tenter de trouver une solution pacifique. Eldigan cesse le combat et retourne tenter une dernière fois de persuader Chagall de mettre fin à cette guerre, mais ce dernier fait exécuter Eldigan pour trahison. Sigurd venge son ami et tue Chagall, mettant enfin un terme à la guerre en Agustria. Il apprend la disparition de Deirdre à cet instant, mais est aussi pris de court par un grand débarquement de pirates. Il recrute Brigid, qui se révèle être la sœur jumelle depuis longtemps disparue d’Edain et posséder l’arc légendaire Yewfelle, et se voit confirmer par le père Claud, ayant retrouvé le bâton de magie légendaire Valkyrie et reçu une vision divine, que son père est innocent dans l’affaire de l’assassinat du prince. Alors que la région est enfin pacifiée, Sigurd apprend que lui et son père ont été condamnés pour crime de haute trahison et que les armées de Friege et Dozel, fraîchement revenues d’Isaach, sont à sa poursuite. Il est contraint de fuir pour Silesse.
Sigurd trouve refuge à Silesse, sous la protection de la reine Lahna. En Grannvale, Friege et Dozel ont pour l’essentiel pris le contrôle de la politique nationale : les maisons Chalphy et Edda sont désormais qualifiées de traîtresses, et Ygnvi est maintenant dirigé par un allié du nouveau pouvoir. Le roi semble convaincu de la culpabilité du père de Sigurd dans l’assassinat de son fils, et seule la position de Velthomer reste ambigüe. Grannvale occupe désormais la quasi-totalité d’Isaach, Verdane et Agustria, et Quan comprend que ceci n’est qu’un début et que son pays risque d’être aussi un jour menacé. Avec Ethlyn, il rentre à Leonster et promet à Sigurd de revenir dans quelques mois avec une armée capable de s’opposer à Grannvale. Sigurd apprend de Claud qu’une princesse jusqu’alors inconnue, fille de Kurth, aurait épousé le duc Arvis qui deviendrait le nouvel héritier du roi mourant de Grannvale. En Silesse, Sigurd assiste la reine Lahna en matant une insurrection lancée par ses beaux-frères, alliés à Grannvale. Bien qu’il y parvienne, le pays est laissé en ruines et son armée décimée, en particulier le bataillon de chevaliers pégase mené par la sœur d’Erinys abattu par les hommes d’Andrey, le petit frère d’Edain et Brigid et nouveau duc d’Yngvi. Après la bataille, Sigurd apprend que le duc Lombard de Dozel a assemblé une armée à la frontière et envisage d’envahir Silesse et de l’éliminer par la même occasion. Voulant épargner à Silesse une invasion auquel le pays ne saurait résister, Sigurd prend les devants et se prépare à une contre-offensive. Avant de partir, Lewyn reçoit de sa mère le tome de magie de vent légendaire, Forseti.
Alors qu’il s’élance vers les forces de Dozel, Sigurd retrouve son père mortellement blessé fuyant l’ennemi. Il lui confirme que c’est bien Lombard qui a tué le prince Kurth et que tout ceci est une vaste conspiration lancée par Friege, Dozel et Velthomer pour s’emparer du pouvoir en Grannvale et à terme l’ensemble de Jugdral. Sigurd reçoit comme ultime cadeau de son père l’épée légendaire Tyrfing, qui lui permet de d’affronter le duc Lombard et sa hache Helswath, en éliminant Andrey par la même occasion. Il comprend alors que sa seule chance de triompher est de traverser le désert, vaincre les forces de Friege et Velthomer et reprendre la capitale Belhalla pour restaurer l’ordre en Grannvale. Comprenant le danger, il demande à son écuyer Oifey et à Shannan d’emmener Seliph en sécurité dans les régions reculées d’Isaach résistant encore à l’occupant. Quan et Ethlyn, menant leur cavalerie à travers le désert pour rejoindre Sigurd, sont soudainement attaqués par des chevaliers wyvernes thraciens menés par leur roi Travant, à qui Grannvale a promis les terres qu’il convoite en échange de sa coopération contre Quan et Sigurd. Les thraciens finissent par avoir raison d’Ethlyn et capturent sa fille de trois ans, Altena. Quan, refusant que l’on fasse du mal à sa fille, accepte de céder sa lance légendaire Gáe Bolg avant d’être lui-même tué. Dans le même temps, Arvis demande au chancelier Reptor de Friege d’engager le combat avec Sigurd en premier. Il assure également à Manfroy qu’il mettra fin aux persécutions contre l’Église de Loptr une fois parvenu au pouvoir, mais qu’il reste fermement opposé à la restauration des pratiques loptriennes inhumaines. Le cœur brisé par la nouvelle de la mort de sa sœur, Sigurd traverse le désert et se prépare à affronter Friege et Velthomer, mais ces derniers créent la surprise en retournant leurs armes contre Friege. Grâce à cette aide, Sigurd parvient à vaincre Reptor et son tome de magie de foudre légéndaire, Mjölnir. L’armée de Velthomer assure à Sigurd qu’Arvis était de son côté depuis le début et attendait simplement le bon moment pour frapper, et qu’il s’apprête à le recevoir à Belhalla. Il s’agit cependant d’un piège : Arvis encercle et massacre l’armée de Sigurd. Avant d’achever Sigurd avec son tome de magie de feu légendaire, Valflamme, il lui révèle l’identité de son épouse et princesse de Grannvale : Deirdre, qui n’a plus de souvenir de Sigurd ou Seliph, Arvis ignorant tout du sortilège que lui avait lancé Manfroy. Avec cette dernière bataille, Arvis a éliminé avec succès tous ses opposants et rivaux potentiels, et après le décès du roi, il est couronné empereur de Grannvale.

#### Deuxième génération: Seliph, l'héritier de la lumière
Dix-sept ans après la bataille de Belhalla, le village isaachien de Tirnanog, où Seliph a été élevé, est pris d’assaut. Les troupes de Danann, fils du duc Lombard de Dozel et nouveau roi d’Isaach sous l’autorité de Grannvale, profitent de l’absence d’Oifey et Shannan pour mater la résistance isaachienne une bonne fois pour toutes. Seliph décide de partir défendre le village avec ses compagnons. Ils parviennent à les retenir avec succès jusqu’au retour d’Oifey, devenu un valeureux paladin, et ses hommes. Après cette escarmouche, Seliph se rend compte que leur position est désormais connue, et que la confrontation frontale avec l’Empire est désormais inévitable. Après avoir recapturé la ville de Ganeishire, il retrouve Lewyn, le roi de Silesse chassé de son pays et un des rares survivants de Belhalla, qui cherche désormais à coordonner les forces de résistance du continent tout entier. Alors qu’il se prépare pour un dangereux voyage vers l’ancienne fédération de Munster, désormais royaume de Thracia du Nord, il confie à Seliph la protection de Julia, une jeune fille amnésique qu’il gardait sous tutelle. Cette dernière lui laisse une étrange impression. Par la suite, Danann ordonne à ses deux fils cadets de passer à l’attaque, mais ces derniers y sont réticents, et l’un d’entre eux finira par rejoindre l’armée de libération. Au cours d’une dernière bataille, Seliph triomphe du roi et achève la libération du pays. Lewyn, de retour de son voyage, informe Seliph que son cousin Leif, fils de Quan et Ethlyn, mène une rébellion pour libérer son pays mais est en grande difficulté, et implore son aide. Lewyn commente également que les atrocités de l’Empire ne sont sans doute pas le souhait de l’empereur Arvis mais plus probablement du prince héritier Julius, le demi-frère de Seliph, qui gouverne de facto le pays depuis la mort de l’impératrice Deirdre quelques années plus tôt.
Seliph quitte Isaach et mène ses troupes à travers le désert d’Aed pour rejoindre Leonster, où Leif mène une résistance désespérée. Sur la route, il est réuni avec Shannan, devenu un épéiste expérimenté, qui a enfin retrouvé l’épée légendaire Balmung volée par l’Église des années auparavant. Dans l’ancien repère du culte de Loptous, Seliph mesure l’ampleur des persécutions qu’ont subies les fidèles durant des générations, et pourquoi Arvis avait tant tenu à y mettre fin. Plus au sud, il fait la rencontre d’Ares, le fils d’Eldigan armé de Mistilteinn, en train de se rebeller contre un groupe de mercenaires venu arrêter Seliph. Ares croit cependant que son père et Sigurd étaient des ennemis mortels et que ce dernier l’avait tué lui-même, et reste sur ses gardes lorsque Seliph mentionne qu’ils étaient au contraire bons amis. Arrivé en Thracia du Nord, Seliph sauve Leif de justesse lors du siège de Leonster, et prennent ensemble d’assaut la ville d’Ulster, où réside le nouveau roi désigné par l’Empire : Bloom, fils du chancelier Reptor de Friege et héritier de Mjölnir. Ce dernier est contraint de battre en retraite vers Connacht après la bataille.
Ares retrouve auprès de Leif sa cousine Nanna, la fille de Lachesis, qui lui donne une lettre à sa destination qu’Eldigan avait transmise à sa mère, l’assurant qu’il n’avait aucun grief contre Sigurd et interdisant à son fils de chercher à le venger mais plutôt à agir pour le bien d’Agustria. Pendant ce temps, Bloom ordonne une contre-offensive qu’il laisse à sa fille Ishtar le soin de diriger, armée de Mjölnir. Ishtar est vaincue mais sauvée de peu par son fiancé, le prince Julius, qui la téléporte hors de danger grâce à sa magie noire. À Connacht, Bloom est défait par l’armée de Seliph, mettant fin au règne des Friege sur la région. Il recrute aussi Febail, le fils de Brigid ayant hérité de Yewfelle. Travant, le roi de Thracia du Sud, cherche à profiter de la situation pour enfin reconquérir les terres du nord que l’Empire lui avait promis avant de lui subtiliser. Il ordonne à sa fille adoptive Altena de lancer un assaut sur la ville de Munster mais cette dernière refuse, estimant les pertes civiles trop importantes. L’assaut est finalement mené par un autre commandant thracien, mais arrêté avec succès par Seliph, qui repousse les envahisseurs à la frontière. Seliph se questionne toutefois sur le bien-fondé d’une campagne au sud alors que le pays n’est pas sous protectorat impérial, mais Lewyn insiste en arguant que la paix sur la péninsule serait impossible tant que Travant n’aura pas soit accompli ses objectifs, soit trouvé la mort. D’autre part, Leif souhaite venger ses parents mais surtout sauver sa sœur qu’il a reconnu sur le champ de bataille, car elle maniait Gáe Bolg.
Travant se prépare à accueillir l’armée de libération : il ordonne à Altena une nouvelle attaque, et demande au général Hannibal, réticent, d’assurer la défense du pays. Pour assurer sa loyauté, il prend son fils en otage et en laisse la garde à l’un de ses généraux. Au cours du combat, Leif retrouve enfin Altena et lui apprend qu’il est son frère et qu’elle est en réalité la fille de Quan et Ethlyn. Déboussolée, Altena retourne voir Travant pour le questionner, et ce dernier lui avoue la vérité et confirme les dires de Leif. La sentant sur le point de le trahir, il ordonne à son fils biologique Arion de l’éliminer, mais trop attaché à sa sœur adoptive, il ne fait que l’assommer. Dans le même temps, Seliph libère le fils d’Hannibal et recrute ce dernier. Réalisant que cette bataille est perdue et qu’il n’a pour destin que d’être exécuté pour le meurtre de Quan et Ethlyn, Travant lègue sa lance légendaire Gungnir et le futur de Thracia à son fils avant de rejoindre le front, préférant mourir sur le champ de bataille pour défendre ses convictions. Arion décide de poursuivre l’œuvre de son père quitte à y laisser la vie, mais insiste pour que sa sœur rejoigne son « vrai » frère plutôt que de mourir à ses côtés, ce qu’elle accepte non sans remords. Au terme d’une ultime confrontation, Arion est vaincu mais une fois de plus Julius intervient et lui sauve la vie. Après quoi, la péninsule thracienne est enfin réunifiée.
Plutôt que d’attaquer immédiatement Grannvale, Seliph préfère diriger l’armée de libération vers Miletos, des rapports suggérant que c’est ici que les enfants capturés lors des rafles menées par l’Église de Loptr ont été déportés. À leur arrivée, Julia est subrepticement enlevée par Manfroy, qui l’emmène avec lui à Chalphy. Se mettant en marche, Seliph élimine d’abord les forces d’Hilda, l’épouse de Bloom et mère d’Ishtar, qui s’enfuit après sa défaite. De leur côté, Arvis et Ishtar tentent sans succès de convaincre Julius de libérer les enfants capturés, ce dernier leur rappelant qu’il possède une magie qui les surpasse largement. Par la suite, il invite sa fiancée à participer à un « jeu » consistant à tuer le plus rapidement possible un soldat de l’armée de libération, après quoi ils repartent pour Grannvale, Julius ordonnant à son père d’engager le combat si les libérateurs venaient à traverser le détroit les en séparant. Arrivé non sans peine à la capitale du pays, Seliph découvre que les enfants n’y sont plus et ont été déportés à Belhalla. À Chalphy, Arvis retrouve enfin Julia, sa fille disparue depuis de nombreuses années, ce qui permet à cette dernière de recouvrer ses souvenirs. Alors que Manfroy et Julius s’apprêtent à la renvoyer à Velthomer pour qu’elle y soit exécutée, Arvis lui offre un dernier cadeau : le diadème de sa mère, Deirdre. Prenant conscience que sa mort est inévitable et que seule l’armée de libération a une chance de sauver Jugdral et sa fille, il ordonne à un évêque de rendre à Seliph son dû : Tyrfing, l’épée légendaire de Sigurd, qu’il avait conservé depuis Belhalla. Seliph livre un duel factice avec l’empereur dans le château de Chalphy, la demeure de son père, avant que celui-ci ne s’effondre, ayant pour derniers mots les noms de sa femme et de sa fille. Après sa victoire, Seliph reçoit une vision des fantômes de ses parents, l’implorant de sauver Julia, mettre un terme aux souffrances de Julius, et de régner de manière prévenante sur l’ensemble de ses sujets pour que les tragédies d’autrefois ne se répètent plus.
L’empereur est mort, mais la bataille finale ne fait que débuter. Seliph obtient enfin tous les éléments de réponse aux questions qu’il se posait : Deirdre et Arvis étaient tous deux des descendants de l’ancienne famille impériale loptrienne, assurant à leur descendance de pouvoir devenir le nouveau réceptacle de Loptous. Manfroy a tout orchestré pour permettre cette union, puis confié au jeune Julius, autrefois innocent, le pouvoir de Loptous qui le possède désormais. Julius tenta de tuer sa mère et sa sœur jumelle, dernières descendantes de Saint Heim capables d’utiliser le livre divin Naga, mais Deirdre utilisa sa magie pour téléporter sa fille en sécurité auprès de Lewyn. Cette fille n’était autre que Julia, dont Seliph comprend enfin qu’elle est sa demi-sœur et pourquoi Julius et Manfroy tiennent tant à s’en débarrasser. Dans une dernière bataille au cœur de Grannvale, l’armée de libération capture Edda, puis Dozel, défendu par le duc Brian, le fils aîné de Danann armé de Helswath, et élimine Scipio, le nouveau duc d’Yngvi et fils d’Andrey. Pendant ce temps, Altena retrouve Arion et le convainc de se joindre aux libérateurs le temps de la bataille pour le bien de Thracia. Arrivé à Friege, Seliph défait Hilda, mais découvre à l’intérieur du château les enfants qu’il croyait déportés à Belhalla pour servir d’offrande à Loptous. Ils ont été sauvés par la princesse Ishtar, qui ne supporte pas ces pratiques barbares, mais cette dernière refuse de trahir son fiancé et meurt au combat. À Velthomer, Manfroy convainc Julius que Julia ne représente aucun danger car le livre saint Naga est scellé, et utilise un sort de contrôle mental pour forcer Julia à attaquer Seliph. Cependant, cela lui laisse une ouverture et, en esquivant Julia, il terrasse enfin Manfroy et libère cette dernière de son emprise. Julia accepte que son frère ne soit désormais plus que l’incarnation de Loptous et que le seul moyen de mettre un terme à ses souffrances est de le tuer avec le livre saint Naga, qu’elle seule peut utiliser. Bien que scellé, Julia comprend que la clé pour libérer le livre est contenu dans le diadème de Deirdre que lui a discrètement donné son père, et met la main sur son dû. Julius comprend son erreur mais pense qu’il peut encore sortir vainqueur grâce au pouvoir que lui confère Loptous et celui des douze seigneurs des ombres fraîchement ramenés à la vie. Au terme d’une ultime confrontation, Seliph et Julia triomphent enfin de Julius, et avec lui du dernier porteur du sang de Loptous. Près de vingt ans de guerre s’achèvent, l’Empire est dissous, les libérateurs retournent chacun dans leurs pays respectifs pour les rebâtir, et Seliph est sacré nouveau roi de Grannvale, sa demi-sœur Julia à ses côtés. Seliph règne sur une ère de paix et de prospérité, met fin aux dissensions entre les communautés religieuses, et passe à la postérité comme l’une des figures les plus adulées de l’Histoire.

### Personnages
Le jeu compte un total de 62 personnages jouables. Cependant, seuls 47 au maximum peuvent être recrutés au cours d'une seule partie, et seuls 24 au maximum pourront être utilisés à un moment donné. Chaque génération dispose en effet de 24 unités, parmi lesquelles il faut prendre en compte la présence de Finn, seul personnage jouable dans les deux générations. Si les 24 membres de la première génération sont les mêmes à chaque partie, ceux de la deuxième offrent plus de variations possibles : d'abord parce que les frères Iuchar et Iucharba sont mutuellement exclusifs, mais surtout car le jeu prend en compte qu'il est possible que toutes les mères de la première génération n'aient pas survécu ou trouvé de partenaire, et remplace au besoin chaque fratrie manquante par une fratrie suppléante. Ces dernières occupent un rôle similaire aux originales, mais sont généralement plus faibles sur le plan du gameplay puisqu'elles n'ont pas d'héritage sur lequel s'appuyer.
Si on le compare à ses prédécesseurs, Genealogy of the Holy War représente un bond en avant considérable dans la qualité d'écriture de ses personnages. Bien qu'un certain nombre d'entre eux ne peut toujours s'exprimer qu'au travers de quelques lignes de dialogue, et que la majorité des antagonistes mineurs n'ont virtuellement pas de développement, les personnages les plus développés le sont bien plus que ne l'étaient ceux des jeux précédents, et ceci est vrai pour les protagonistes comme pour les antagonistes. Surtout, l'utilisation que fait le jeu de ses personnages et de leurs liens généalogiques constitue un propos sur le thème de la famille : on peut par exemple voir dans le manque d'assurance de Seliph vis-à-vis de la tâche qui lui incombe par son ascendance une réflexion sur le fardeau que représente la succession, au sens moral.
Parmi les personnages jouables majeurs, on peut citer :
- Sigurd : Fils du duc Byron de Chalphy, en Grannvale, et protagoniste principal de la première génération. Courageux et épris de justice, ce paladin droit et intègre est cependant impulsif et mesure parfois mal l'ampleur de ses actions. Tragique, sa figure constitue toutefois un repère pour les générations futures.
- Deirdre : Une prêtresse de la forêt des esprits de Verdane. Interdite d'interaction avec les hommes en raison d'une prophétie la concernant, elle choisit d'y désobéir lorsqu'elle tomba amoureuse de Sigurd. Après leur mariage et lui avoir donné un fils, elle fut enlevée par Manfroy et sa mémoire effacée afin de servir aux ambitions de ce dernier.
- Quan : Fils du roi Calf de Leonster, ami de longue date de Sigurd dont il a épousé la petite sœur, Ethlyn. La justice et l'amitié sont des valeurs précieuses à ses yeux. Il est particulièrement attaché à son projet de réunification de la péninsule thracienne, mais considère Travant comme un chef barbare auteur de pillages et le tient en rival.
- Ethlyn : Petite sœur de Sigurd et épouse de Quan. Figure attentionnée et sur qui l'on peut compter, elle a un tempérament plus posé que son frère. Seule figure féminine de la maison Chalphy après la mort de sa mère, elle peut aussi se montrer grincheuse et têtue si quelque chose ne lui plaît pas, ce qui peut lui octroyer un manque de distinction inhabituel pour son statut.
- Lewyn : Prince héritier de Silesse et fils de la reine Lahna, il a préféré fuir pendant un temps les querelles de la noblesse, mais regretta ensuite cette décision en constatant que sa couardise n'avait qu'envenimé la situation. Il combattit aux côtés de Sigurd armé du tome Forseti, puis, devenu roi, il devient le stratège de Seliph et une figure centrale des forces de libération.
- Seliph : Fils de Sigurd et Deirdre, et protagoniste principal de la deuxième génération. Demi-frère de Julia, il n'aime pas la violence mais est contraint de mener une guerre pour la paix et la liberté. Plus posé que son père qu'il tient en haute estime, il est plus hésitant à lever les armes. Après sa victoire finale, il devient le nouveau roi de Grannvale.
- Julia : Demi-sœur de Seliph, fille de Deirdre et Arvis. Elle a perdu ses souvenirs après un évènement traumatique. Gentille et réservée, elle fait face au destin avec force, même lorsque la situation est difficile. Elle est la véritable héritière de Saint Heim et la seule personne pouvant utiliser le livre saint Naga, capable de vaincre Loptous.
- Oifey : Écuyer de Sigurd, pour qui il a beaucoup d'admiration, il est chargé par ce dernier de mettre le jeune Seliph en sécurité en Isaach. Pris de culpabilité par son incapacité à sauver Sigurd, il met tout en œuvre pour élever et protéger Seliph du mieux qu'il peut, en lui apprenant l'art du combat. Il se bat à ses côtés durant la guerre de libération.
- Leif : Fils cadet de Quan et Ethlyn, il est forcé à l'exil dans un village reculé alors que son pays est conquis par la maison Friege de Grannvale. Il poursuit l'idéal de réunification de son père, mais est plus préoccupé par la situation précaire des citoyens du sud que ce dernier. Au terme d'une sanglante rébellion, assistée par son cousin Seliph, il parvient à libérer son pays. Après la guerre, il devient le premier roi de la péninsule unifiée.
- Shannan : Prince héritier de Isaach, il est emmené par sa tante Ayra jusqu'en Verdane pour sa protection. Il y fait la rencontre de Sigurd qui le prend sous son aile. Il accompagne par la suite Oifey jusqu'à Isaach avec Seliph. Pris de remords de ne pas avoir pu défendre Deirdre lorsqu'elle s'est faite enlever, il se fait le mentor de Seliph. Devenu adulte et armé de Balmung, cet épéiste hors-pair combat durant la guerre de libération.
- Ares : Fils d'Eldigan, il se fait appeler le "chevalier noir". Après la mort de son père, il a été élevé par un mercenaire qui lui a appris à se battre. Il est convaincu que Sigurd est responsable de la mort de son père et traite d'abord Seliph avec hostilité et méfiance. Ce dernier parvient finalement à gagner sa confiance. Après la guerre, il devient le nouveau roi d'Agustria.
- Altena : Fille aînée de Quan et Ethlyn, grande sœur de Leif. Après le massacre de ses parents dans le désert d'Aed, elle a été enlevée par Travant qui l'a par la suite élevée comme sa propre fille, en lui apprenant à monter à dos de wyverne. Elle est cependant critique de ses méthodes brutales envers les civils. Même après avoir appris la vérité de Leif, elle conserve beaucoup d'affection pour sa famille adoptive, comme son frère Arion.

En ce qui concerne les antagonistes, on peut noter :
- Eldigan : Le dirigeant de Nordion, l’un des territoires d’Agustria. En tant qu’héritier du croisé Hoðr et de son épée Mistilteinn, il a juré allégeance au roi Chagall pour le bien du pays, même s’il désapprouve sa politique expansionniste. La loyauté compte beaucoup pour lui. Un ami de Sigurd et Quan, il est aussi très attaché à sa jeune demi-sœur Lachesis.

- Travant : Le roi de Thracia. Ambitieux, il envisage de réunifier la péninsule thracienne et reconquérir les terres fertiles du nord à n’importe quel prix. Le rival de Quan, il a eu raison de ce dernier dans le désert d’Aed et a élevé sa fille, Altena, comme la sienne. Il a cependant dû abandonner le contrôle du nord à la maison Friege.

- Arvis : Le duc de Velthomer et commandant de la garde royale, il méprise la politique de Grannvale, qu’il juge trop injuste envers les pratiquants de la religion loptrienne. Il est à l’origine d’une série de machinations qui l’ont amené au pouvoir, sans se rendre compte qu’il était lui-même manipulé. Devenu empereur, il épousa Deirdre, en ignorant tout de son passé.

- Manfroy : L’archevêque de l’Église de Loptr. Totalement dévoué à la cause de la résurrection de son dieu Loptous et la restauration de son empire, il fait mine de coopérer avec Arvis mais le manipule lui aussi. Il est le responsable de l’enlèvement de Deirdre. Plus tard, il est le second de Julius lorsque ce dernier devient le nouveau réceptacle de Loptous.

- Ishtar : Princesse de la maison Friege, elle est la fiancée de Julius. Elle n’a cependant qu’une loyauté personnelle à son égard, ses sentiments pour lui étant troublés par sa politique religieuse brutale. Elle est notamment fermement opposée aux rafles d’enfants, qu’elle libère et cache en secret pour leur épargner un sacrifice en l’honneur de Loptous.

- Julius : Fils d’Arvis et Deirdre, frère jumeau de Julia. Ces parents étant tous deux des descendants loptriens, il devient le nouveau réceptacle du dieu Loptous grâce à Manfroy. De facto dirigeant de Grannvale après la mort de sa mère, il établit un régime autoritaire et restaure les rafles d’enfants. Il est vaincu par Seliph et Julia à la fin de la guerre[3].

## Système de jeu
Fire Emblem: Genealogy of the Holy War est un jeu de rôle tactique au tour par tour. Dans des combats tactiques, le joueur doit déplacer et faire agir ses personnages, appelés unités, sur une carte quadrillée en vue de remplir l'objectif imposé par le scénario et passer au suivant. Chaque unité peut se déplacer, attaquer un ennemi, interagir avec son environnement ou une autre unité, ou soigner une unité blessée pour les soigneurs. Lorsque toutes les unités du joueur ont agi, il met fin à son tour et celui de l'ennemi débute, et ainsi de suite. Le joueur peut également tenter d'accomplir des objectifs secondaires comme sauver des villages de pillage par des brigands ou pirates, au risque de compliquer la réussite de l'objectif principal mais avec la promesse de récompenses intéressantes. Au début de chaque chapitre, les unités du joueur sont rassemblées dans un château servant de base, où le joueur peut réparer ses armes, acheter, vendre ou stocker des armes et objets, ou participer à des combats contre des gladiateurs pour de l'argent et de l'expérience. Le jeu incorpore un système de mort permanente : les unités peuvent acquérir de l'expérience, gagner en puissance et évoluer vers des classes plus avancées, mais si elles sont vaincues, alors elles disparaissent pour le restant de la partie.
Malgré un gameplay globalement similaire à celui des jeux précédents, on peut noter l'apparition de nombreuses nouveautés : Genealogy of the Holy War est ainsi le premier opus à introduire le triangle des armes et la trinité des magies. Il s'agit d'un système de type pierre-papier-ciseaux permettant aux unités d'acquérir un bonus de précision et d'esquive en fonction des armes portées par les deux combattants : les épées battent les haches, les haches battent les lances, les lances battent les épées. De la même manière : la magie de feu bat la magie de vent, la magie de vent bat la magie de foudre, la magie de foudre bat la magie de feu.
On peut également remarquer l'apparition des techniques de combat, apport supprimé dans les jeux Game Boy Advance mais qui marqueront leur retour dans Fire Emblem: Path of Radiance et tous les opus originaux qui s'ensuivront. Ces dernières permettent d'activer différents effets en combat, si les conditions d'activation sont remplies. Par exemple, la technique "poursuite" permet à une unité d'effectuer deux attaques lors d'un tour de combat si sa vitesse d'attaque est supérieure à celle de l'adversaire.
Une autre particularité du jeu réside dans la possibilité de créer des liens amoureux entre les personnages de la première génération, leur permettant de donner naissance à une progéniture que le joueur peut contrôler dans la seconde partie de l'histoire se déroulant une vingtaine d'années plus tard. Cet aspect offre de nombreuses possibilités, incitant le joueur à créer les paires les plus originales pour générer des enfants exceptionnels en termes de techniques de combat, de sang sacré et d'armes légendaires. Il est aussi possible pour les enfants d'hériter des armes et objets de leurs parents s'ils peuvent les utiliser, ainsi qu'une partie de leur argent. Ce système donne ainsi une forte rejouabilité au jeu malgré sa narration linéaire. Cette mécanique sera d'ailleurs partiellement reprise dans les opus Fire Emblem: Awakening et Fire Emblem Fates.
Un élément de gameplay intéressant relève du système de gestion de l'inventaire. Dans la plupart des jeux Fire Emblem, ce dernier est assez libre et permet au joueur d'acheter et d'échanger les objets entre les personnages comme il le souhaite. Dans Genealogy of the Holy War cependant, chaque personnage a une bourse individuelle qu'il doit utiliser pour acheter des armes. De plus, les armes ne peuvent pas être librement être échangées entre les personnages : il est pour cela nécessaire de vendre une arme au prêteur sur gage pour la moitié de sa valeur, puis la racheter avec le deuxième personnage à plein tarif. Les armes sont par ailleurs en quantité limitée, et doivent ainsi être réparées par le forgeron monnayant pièces sonnantes et trébuchantes. Quant à l'argent des unités, il ne peut être échangé sauf lorsque deux unités forment un couple ou dans le cas des voleurs qui peuvent donner leur argent librement. Il n'existe donc que trois moyens usuels d'obtenir de l'argent : sauver des villages, battre des gladiateurs dans l'arène (seulement 7 opposants fixes autorisés par chapitre et par unité), ou vendre des armes ou objets au prêteur sur gage. Ce système volontairement restrictif ajoute une couche de stratégie supplémentaire, puisque le joueur doit trouver le moyen d'obtenir suffisamment d'argent sur certains personnages pour pouvoir acheter des objets qui les aiderait. Un objet particulièrement convoité est un bracelet très onéreux mais doublant la quantité d'expérience gagnée par le personnage après chaque action.
On note enfin que, si contrairement aux autres jeux de la franchise Genealogy of the Holy War propose un faible nombre de chapitres (douze, en incluant le prologue et l'épilogue); ceux-ci sont en contrepartie très longs et se jouent en plusieurs phases sur de grandes cartes. Il y est nécessaire de capturer des châteaux en succession, tous gardés par un boss. De plus, ces chapitres ne sont pas pensés pour être terminés en une seule session de jeu, et il est ainsi possible pour le joueur de sauvegarder sa progression au début de chaque tour, plutôt qu'entre chaque chapitre comme c'est usuellement le cas. La notion de guerre mondiale n'en est que renforcée, en permettant au joueur de contrôler une armée parcourant un continent pendant plusieurs mois, et au cours d'un seul chapitre.

## Développement

### Équipe
- Producteur : Gunpei Yokoi
- Directeur, concepteur, scénariste : Shouzou Kaga
- Programmeur système : Toru Narihiro
- Concepteur graphique : Katsuyoshi Koya, Fumika Noki
- Composition musicale : Yuka Tsujiyoko
- Illustrateurs : Katsuyoshi Koya, Mayumi Hirota

### Résumé
La production de Genealogy of the Holy War a commencé après l'achèvement de Fire Emblem: Mystery of the Emblem en 1994. Le créateur de la série, Shouzou Kaga, a repris du service en tant que réalisateur, concepteur et scénariste, ainsi que la compositrice Yuka Tsujiyoko, qui s'était occupé de tous les précédents jeux de la série, et le producteur de Nintendo, Gunpei Yokoi. La conception des personnages a été confiée principalement à Katsuyoshi Koya, qui avait déjà travaillé sur Mystery of the Emblem : ce sera le dernier travail de Koya sur la série, car ni Kaga ni Koya lui-même n'étaient satisfaits de la qualité des illustrations. En raison de contraintes temporelles, quelques illustrations ont également dû être réalisées par Mayumi Hirota. Kaga s'est montré enthousiaste à l'égard du travail de cette dernière, louant la façon dont elle a réussi à capturer sa vision des personnages, ce qui l’encouragera à lui confier plus tard les illustrations pour Thracia 776. Le développement global a été turbulent en raison d'un changement général de personnel entre Monsho no Nazo et Genealogy of the Holy War, en plus du déménagement des locaux de la plupart des membres de l'équipe de production. Selon le futur producteur de la série, Masahiro Higuchi, le concept initial de Genealogy of the Holy War était si différent du reste de la série qu'il a été baptisé « Holy Sword Emblem Kaiser ». Ce nom a finalement dû être abandonné plus tard, mais à ce stade du développement le projet se rapprochant plus des conventions de la série Fire Emblem, son titre a été modifié en « Sword Emblem », avant de finalement recevoir le titre Fire Emblem lorsque les mécaniques du jeu furent définitivement fixées.
Alors que les trois premiers volets de la série Fire Emblem avaient utilisé un cadre similaire, Shadow Dragon & the Blade of Light et Mystery of the Emblem se déroulant tous deux sur le continent d'Akaneia et Gaiden sur le continent voisin de Valentia, Kaga souhaitait créer quelque chose de nouveau pour son prochain jeu. Et ce, pour deux raisons : il voulait sortir des limites d'Akaneia et s'essayer à un drame historique de grande envergure. Comme pour les autres titres Fire Emblem, le décor s'inspire de l'Europe médiévale. Comme dans Mystery of the Emblem, l'histoire est divisée en deux parties, la première servant d'introduction à la quête de Seliph. Toutefois, l'accent n'est plus mis seulement sur les personnages mais aussi sur l'ensemble du monde de Jugdral, afin de montrer l'ampleur du conflit et de donner l'impression que l'Histoire est en train de se faire. Alors que le passé de Jugdral présentait une bataille clairement manichéenne entre le bien et le mal, la distinction entre le bien et le mal dans l'histoire principale est plus floue, comme en témoigne le fait que les descendants des douze croisés sont dans des camps opposés plutôt qu'unis. L'exemple le plus flagrant est celui d'Arvis, dont les conquêtes ont été motivées par la volonté de mettre fin à la discrimination à l'encontre des membres de la lignée de Loptous. C'est pourquoi Kaga n'a pas créé un scénario axé sur la justice immanente et la moralité, mais plutôt sur un scénario plus réaliste. Ce réalisme a également conduit à l'inclusion d'éléments tels que le parricide et l'inceste, qui se sont produits dans l'Histoire mais qui n'étaient pas typiquement inclus dans les récits de jeux de cette époque. À l'origine, l'histoire comportait trois actes au lieu de deux. L'acte manquant aurait couvert la période constituant l'ellipse entre les deux générations, qui mettait plus ouvertement l'accent sur les thèmes du parricide et de l'inceste. En raison de contraintes de temps, ce troisième acte a dû être supprimé. Dans une interview ultérieure, Kaga a estimé que l'accent mis sur la narration affaiblissait le gameplay.
Le concept initial du jeu était un jeu tactique basé sur un système d’escouades et non de personnages, excluant donc les éléments de jeu de rôle, mais il est finalement revenu au style plus traditionnel de Fire Emblem, avec des combats individuels entre les unités. Narihiro a également noté que Kaga n'a cessé d'insister sur l'ajout d'éléments de jeu de rôle, au point que l'équipe a eu l'impression que le jeu devenait un jeu vidéo de rôle à part entière. L'échelle des cartes a été considérablement augmentée en raison du souhait de Kaga d'avoir une histoire de portée épique. Des ajustements ont été apportés aux systèmes d'argent, de classe de personnage et de classement pour faciliter l'équilibrage, tandis que les capacités de mouvement des classes d'unité ont été ajustées pour donner plus de réalisme aux batailles. Le système de bonus d’autorité a été conçu pour donner l'impression que certains personnages sont des commandants, sans avoir recours à une inflation de statistiques. Une base pouvant être explorée librement entre les chapitres était initialement prévue, mais la plupart de ses caractéristiques ont dû être supprimées en raison des limitations matérielles, bien que ce concept soit resté dans le jeu avec le château de début de chapitre. Les différences entre le premier prototype et la version finale ont été décrites par Narihito comme "énormes", et il a estimé que le jeu avait été refait deux ou trois fois au cours du développement. Le système de soutien, introduit dans Mystery of the Emblem mais où il s’agissait uniquement de bonus de gameplay, a été considérablement développé sur la base des commentaires des fans, comme les conversations entre les unités qui sont déclenchées en fonction de divers facteurs pour donner plus d'informations sur leur histoire. Le système de romance a été suggéré par Kaga, en partie comme une extension du système de soutien et en partie en raison de son souhait de créer une histoire épique. Pour des raisons d'espace mémoire, certains éléments ont dû être supprimés, comme des cadeaux que les unités auraient pu s'offrir pour renforcer leur relation. Selon Toru Narihiro, l'un des membres de l'équipe du jeu, les mécanismes de romance ont été inspirés dans l'esprit de Kaga par l'élevage de races de chevaux de course. Lorsqu'il a demandé cette fonctionnalité, toute l'équipe a été choquée, et on estime qu'une année entière de développement a été consacrée à la mise en place de cette fonctionnalité. La romance s'inscrivait également dans une tendance de jeu populaire à l'époque. Les systèmes régissant les enfants étaient destinés à récompenser les joueurs grâce à certains appariements de personnages, mais ils étaient également ouverts afin que les joueurs non-intéressés n'aient pas besoin de s'engager dans le système de romance tout en profitant de l'expérience.

## Accueil
Fire Emblem: Genealogy of the Holy War est reçu favorablement par la critique et la presse spécialisée. Il obtient un 31/40 de Famitsu et un 7/10 de RPGamer. La richesse du gameplay, la qualité de l'écriture et ses qualités ethétiques sont louées, mais le pic de difficulté que représente le troisième chapitre (prologue inclus) est critiqué. De manière générale, l'absence d'une traduction officielle est perçue comme la principale barrière d'accessibilité du jeu et donc regrettée. Rétrospectivement, les nouveautés implémentées ici ayant perduré dans la série, l'aura épique du jeu et son caractère d'exclusivité japonaise sont souvent considérées comme en faisant un bon candidat pour un remake potentiel, bien qu'aucune information officielle allant dans ce sens n'ait été communiquée à ce jour,,.
Les ventes du jeu sont estimées à 494 220 exemplaires par le site VG Chartz, en faisant la deuxième meilleure performance de la série après Mystery of the Emblem et le restera jusqu'à la sortie de Fire Emblem: The Blazing Blade en 2003, le premier épisode paru internationalement.

## Postérité
Fire Emblem: Thracia 776, sorti en 1999, prolonge l'univers du jeu. L'histoire suit plus en détail une partie des évènements de la seconde partie de Genealogy of the Holy War, en leur apportant un point de vue différent. Cet opus se veut également être une itération plus classique de Fire Emblem, délaissant notamment les systèmes de généalogie et de gestion de l'inventaire, et revenant à des chapitres plus courts mais plus nombreux. Il se permet toutefois également d'innover sur d'autres aspects ainsi que d'améliorer certaines mécaniques introduites dans Genealogy of the Holy War.
Fire Emblem: Awakening y fait également référence, au travers notamment des Seigneurs des Ombres et de leurs armes. De nombreux personnages du jeu y sont par ailleurs recrutables par le biais des fonctionnalités Spotpass.
Sigurd, le protagoniste principal de la première partie du jeu, est l'un des personnages auxquels il est possible de faire appel par le biais des Emblèmes dans Fire Emblem Engage.
De nombreux personnages du jeu ont fait une ou plusieurs apparitions dans le jeu mobile Fire Emblem Heroes, ainsi que dans le jeu de cartes dérivé Fire Emblem 0 (Cipher).
Le jeu a bénéficié de nouvelles sorties sur les consoles virtuelles japonaises de différentes machines de Nintendo : sur Wii le 30 janvier 2007, Wii U le 27 avril 2013, Nintendo 3DS le 27 août 2016, et enfin sur le Nintendo Switch Online le 26 mai 2021. Le jeu n'ayant jamais été officiellement localisé et exporté hors du Japon, de nombreux projets de fan-traduction en anglais ont vu le jour.
Le titre a par la suite été adapté en différents mangas.
Deux musiques trouvant leur origine dans ce jeu ont été remastérisées dans la série Super Smash Bros. : le thème de recrutement partagé avec les deux successeurs directs de cet opus, Fire Emblem: Thracia 776 et Fire Emblem: The Binding Blade est ainsi inclus dans le Meeting Theme Series Medley, existant depuis le titre Super Smash Bros. for Nintendo 3DS / for Wii U. D'autre part, Super Smash Bros. Ultimate intègre une nouvelle version de Edge of Adversity, une musique cette fois-ci strictement exclusive à Genealogy of the Holy War. On note également que depuis l'épisode Super Smash Bros. Brawl, l'un des costumes alternatifs de Ike, autre protagoniste de la série Fire Emblem, reprend les couleurs dominantes de la tenue de Sigurd, l'un des protagonistes principaux du jeu.